# 红旗街道 (鹤壁市)
红旗街道，是中华人民共和国河南省鹤壁市山城区下辖的一个乡镇级行政单位。

## 行政区划
红旗街道下辖以下地区：
朝阳街北社区、朝阳街南社区、广场社区、朝霞街南社区、朝霞街北社区、红旗街中段社区、公园社区、七九四社区、电业局社区、春雷中段社区和工商局社区。